# Typhocesis adspersa
Typhocesis adspersa är en skalbaggsart som beskrevs av Blackburn 1895. Typhocesis adspersa ingår i släktet Typhocesis och familjen långhorningar. Inga underarter finns listade i Catalogue of Life.